# Antonio Gómez-Reino
Antonio Gómez-Reino Varela, né le 7 mars 1980, est un homme politique espagnol membre de Podemos.
Il est élu député de la circonscription de La Corogne lors des élections générales de décembre 2015.

## Biographie

### Profession
Antonio Gómez-Reino Varela est technicien en santé environnementale.

### Carrière politique
Le 20 décembre 2015, il est élu député pour La Corogne au Congrès des députés et réélu en 2016.